# Povijest Vijetnama
Povijest Vijetnama stapa se s poviješću naroda zemlje koja danas nosi ovo ime, a posebno s Vijetnamcima, koji čini dominantnu etničku skupinu.
Najstariji sačuvani povijesni vijetnamski tekst datira tek iz 1339. godine. Najstarija kronika povijesti Vijetnama, „Đại Việt sử lược” (hrv. Skraćene kronike Đại Việta, dovršena 1377.), trotomni je prikaz povijesti zemlje od 200. godine pr. Kr. do pada dinastije Lý u 13. stoljeću. Međutim, povijest ove zemlje mnogo je starija, a njezino podrijetlo isprepleteno je s vijetnamskim legendama. Više od tisućljeća, Vijetnam je bio u posjedu Kine: kineska dominacija započela je 111. pr. Kr., kada dinastija Han zauzima kraljevstvo Nam Việt. U kontekstu borbe za neovisnost od Kine, iskovana je vijetnamska nacionalna svijest: vijetnamska nacija, koja je postupno nastajala, ipak je bila obilježena državnim strukturama inspiriranima iz Kine, te uglavnom kulturom koja je inspirira kineskom kulturom. Godine 939. zemlja je postala neovisna; Đại Việt ipak priznaje kinesku vrhovnu vlast i plaća joj danak. Iako više nije u posjedu Kine, zemlja ostaje vazalna država.
Od 10. stoljeća, tkivo povijesti zemlje stapa se s ekspanzijom Đại Việta prema jugu, putem procesa teritorijalnog osvajanja nazvanog Nam Tiên (“marš prema jugu”). Đại Việt se opetovano mora boriti da osvoji ili obrani svoj teritorij, protiv kraljevstva Champā, zatim Mongolskog Carstva; nekoliko suparničkih dinastija također osporava suverenitet zemlje. Do 15. stoljeća, Đại Việt mora dijeliti teritorij današnjeg Vijetnama s Chamima iz kraljevstva Champā: nakon poraza, Chami se moraju vratiti na manji teritorij i prihvatiti dominaciju Đại Việta. Tijekom marša prema jugu osvojena su i kmerska područja. Osim Đại Việta, povijest Vijetnama također je isprepletena s poviješću drugih naroda kao što su: Hoa (Vijetnamci kineskog podrijetla), Khmer Krom (kmerska manjina) i Chamima, kao i veliki broj drugih manjina: etnička skupina Viêt ipak je imala pretežnu ulogu u formiranju Vijetnama kao države.
Od kraja 16. do kraja 18. stoljeća, Đại Việt je de facto bio podijeljen na dva dijela. Vladari obitelji Trịnh dominiraju sjeverom, a oni iz obitelji Nguyễn jugom, dok vladari Lê vladaju samo simbolično. Nguyễn je na kraju pobijedio nakon što je porazio pobunu Tây Sơna: dinastija Nguyễn ovaj put pod svojim imenom vlada zemljom, preimenovanom u Việt Nam, a zatim u Đại Nam, ali na Zapadu poznata kao Annam. Poput Kine, zemlja je međutim bila žrtva upada zapadnih sila: 1862. godine Drugo Francusko Carstvo zauzelo je Cochinchinu, južni dio zemlje. 1880-ih, ekspedicija Tonkin omogućila je Francuskoj Republici da dovrši osvajanje vijetnamskog teritorija: dio zemlje koji je ostao pod kontrolom Nguyễna bio je podvrgnut režimu dvostrukog protektorata, koji ga je administrativno podijelio na dva dijela. Bivše kraljevstvo Annam sada je podijeljeno u tri cjeline, sve pod kontrolom Francuske: kolonija Cochinchina i protektorati Tonkin i Annam. Te su regije integrirane u Francusku Indokinu 1887. Dinastija Nguyễn ostaje na čelu, ali zadržava samo simboličnu moć.
Drugi svjetski rat zadao je smrtni udarac francuskoj dominaciji u Indokini. Godine 1945. Japanci su demontirali francusku upravu; nekoliko mjeseci kasnije, Việt Minh, pokret za neovisnost pod kontrolom Indokineske komunističke partije Ho Ši Mina iskoristio je kapitulaciju Japana za preuzimanje vlasti nad dijelom teritorija i proglašenje neovisnosti Vijetnama. Francuzi ponovno preuzimaju kontrolu nad zemljom, ali neuspjeh njihovih pregovora sa separatistima dovodi do Prvog indokineskog rata. Godine 1954. Francuzi su se povukli iz bivše Francuske Indokine, dok je Ženevska konferencija 1954. privremeno razdvojila teritorij Vijetnama na dva dijela: sjeverom je zavladao komunistički režim, Demokratska Republika Vijetnam, a jug je postao Republika Vijetnam, čvrsto antikomunistički i podržan od Sjedinjenih Američkih Država. Bilo je neprijateljstvo između dviju vijetnamskih država - Republika Vijetnam odbija organizirati referendum predviđen Ženevskom konferencijom, dok Demokratska Republika Vijetnam ima za cilj osvojiti jug Vijetnama i podupire pobunu Fronte nacionalnog oslobođenja Južnog Vijetnama (FLN) (poznatu kao Việt Cộng) što dovodi do povećanja učešća SAD-a i izbijanja Vijetnamskog rata. Kako se sukob pokazao nerješivim i sve nepopularnijim, Sjedinjene Američke Države povukle su se 1973. nakon Pariškog sporazuma. Godine 1975. Sjeverni Vijetnam izveo je posljednju ofenzivu na Južni Vijetnam i de facto anektirao svog susjeda. Zemlja je službeno ponovno ujedinjena sljedeće godine pod sadašnjim imenom Socijalistička Republika Vijetnam. U savezu sa SSSR-om tijekom Hladnog rata, Vijetnam ostaje jednostranački režim, čija je marksizam-lenjinizam i dalje službena ideologija; međutim, zemlja je liberalizirala svoje gospodarstvo od 1980-ih.

## Galerija
- Kip Đinh Bộ Lĩnha, prvog cara Đại Cồ Việta i utemeljitelja dinastije Đinh.
- Kip Lê Lợija, osnivača dinastije Lê.
- Vladar Nguyễn Huệ.
- Slika predstavlja opsadu Tuyên Quanga tijekom francusko-kineskog rata.